# Xã Franconia, Quận Montgomery, Pennsylvania
Xã Franconia (tiếng Anh: Franconia Township) là một xã thuộc quận Montgomery, tiểu bang Pennsylvania, Hoa Kỳ. Năm 2010, dân số của xã này là 13.064 người.